# The Wolf Hunters (film 1949)
The Wolf Hunters è un film del 1949 diretto da Budd Boetticher.
È un western statunitense con Kirby Grant, Jan Clayton e Edward Norris. Fa parte della serie di film con Kirby Grant e il suo cane Chinook realizzati per la Monogram Pictures. È basato sul romanzo del 1908 The Wolf Hunters; A Tale of Adventure in the Wilderness di James Oliver Curwood (storia già adattata per The Wolf Hunters del 1926).

## Produzione
Il film, diretto da Budd Boetticher su una sceneggiatura di Scott Darling e un soggetto di James Oliver Curwood, fu prodotto da Lindsley Parsons per la Monogram Pictures e girato a Big Bear Lake, Big Bear Valley, San Bernardino National Forest, California, da fine agosto all'inizio di settembre 1949.

## Distribuzione
Il film fu distribuito negli Stati Uniti dal 30 ottobre 1949 al cinema dalla Monogram Pictures. È stato distribuito anche in Brasile con il titolo Caçadores de Lobos.